# Batalla del Majaceite
La batalla del Majaceite o batalla del Guadalcacín fue un enfrentamiento dentro de la primera guerra carlista que se produjo el 23 de noviembre de 1836 en el río Guadalcacín, cerca de la localidad de Arcos de la Frontera y que terminó con la victoria de las tropas partidarias de Isabel II de España.
Para atajar la expedición que el general carlista Miguel Gómez Damas había realizado por Galicia, ambas Castillas, llegando a Andalucía, se encomendó al general Narváez que impidiese su vuelta al País Vasco desde la que había partido. Éste salió de Madrid en octubre de 1836 con tres divisiones. Gómez partió de Ronda el 18 de noviembre y cuatro días después entró en Algeciras, de donde salió el 23, viéndose rodeado por los isabelinos en Alcalá de los Gazules.
Trató de romper el cerco dirigiéndose hacia Arcos de la Frontera, encontrándose con el ejército de Narváez en el río Guadalcacín, donde se entabló una reñida batalla que duró hasta la noche, momento en que el carlista logró retirarse a Villamartín.